# Circonscription de Whitlam
 (signalé en mai 2025).
Si vous disposez d'ouvrages ou d'articles de référence ou si vous connaissez des sites web de qualité traitant du thème abordé ici, merci de compléter l'article en donnant les références utiles à sa vérifiabilité et en les liant à la section « Notes et références ».
- Archive Wikiwix
- Bing
- Cairn
- DuckDuckGo
- E. Universalis
- Gallica
- Google
- G. Books
- G. News
- G. Scholar
- Persée
- Qwant
- (zh) Baidu
- (ru) Yandex
- (wd) trouver des œuvres sur Wikidata

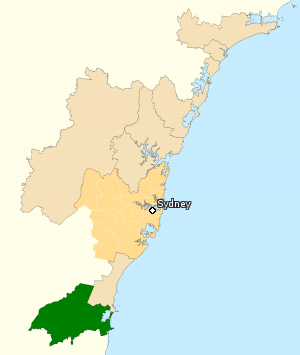
Localisation de Whitlam dans le Bassin de Sydney.

La circonscription de Whitlam est une circonscription fédérale australienne en Nouvelle-Galles du Sud. Il a été créé en 2016 et porte le nom de l'ancien Premier ministre Gough Whitlam.
Whitlam comprend la majeure partie de la ville de Wollongong (situé au sud de Sydney), à l'exception de certaines parties nord (qui se trouvent à Cunningham).

## Députés
| Image | Nom           | Parti        | Période de mandat |
| ----- | ------------- | ------------ | ----------------- |
|       | Stephen Jones | Travailliste | 2016–présent      |